# محمد بن ميمون
محمد بن ميمون كان أمير المدرار لسجلماسة ، ابن ميمون بن ذكية وخليفته في عام 876/877 م.
حكم بسلام، وقرأ الخطبة باسم الخليفة العباسي، وتُوفي في آب/أيلول 883م. وخلفه عمه (أخو أبيه) الياس بن ميمون المدراري.

## فهرس
- موسوعة الإسلام ، المجلد السادس، 1023